# Eurovision Song Contest 2020/Alternatives Programm
Dieser Artikel setzt sich näher mit dem alternativen Programm zum Eurovision Song Contest 2020 auseinander.
Durch den Entfall der beiden Halbfinale am 12. und 14. Mai sowie dem Finale am 16. Mai hatten viele Länder Programmlücken. Daher hatten sich viele Länder dazu entschieden, eigene Sendungen und Abstimmungen anstelle der Halbfinale sowie des Finales zu senden. In diesem Artikel wird näher auf die einzelnen Sendungen und Ergebnisse eingegangen. Für das am 16. Mai geplante Finale diente europaweit die Sendung Eurovision: Europe Shine a Light.
Am 29. April 2020 gab die EBU bekannt, dass die Beiträge von 2020 ebenfalls auf YouTube als Teil von Eurovision Song Celebration 2020 zelebriert werden sollen. Am 12. Mai 2020 um 21:00 Uhr (MESZ) wurden alle 17 Beiträge des ersten Halbfinals in der von den Produzenten bereits ausgearbeiteten Startreihenfolge präsentiert. Ebenso sollten die abstimmungsberechtigten Big5-Länder des ersten Halbfinals (Deutschland, Italien) sowie das abstimmungsberechtigte Gastgeberland, die Niederlande, gezeigt werden. Gleiches galt für die 18 Beiträge des zweiten Halbfinales, die allerdings am 14. Mai um 21:00 Uhr (MESZ) in ihrer Startreihenfolge gezeigt wurden inklusive der abstimmungsberechtigten Big5-Länder (Frankreich, Spanien, Vereinigtes Königreich). In den zwei Shows sollten Fans ebenso die Möglichkeit erhalten, Teil des Schnelldurchlaufs zu werden. Daher können Fans bis zum 5. Mai Videos einreichen, wie sie sich zu den Liedern bewegen.

## Alternatives Programm in deutschsprachigen Ländern

### Belgien
Am 29. April 2020 gab der französischsprachige Sender RTBF bekannt, dass sie am 14. Mai 2020 die Sendung Eurovision, Your Top 20 ausstrahlen werden. Moderiert wurde die Sendung von Maureen Louys und Jean-Louis Lahaye. Dabei konnten die belgischen Zuschauer zwischen 20 verschiedenen Liedern wählen, die über die Jahre am Song Contest teilgenommen haben. Das Abstimmungsfenster schloss am 3. Mai 2020 um 23:59 Uhr (MESZ). In der Sendung wurde ebenfalls auf viele ikonische Momente des Wettbewerbs zurückgeschaut. Übertragen wurde die Sendung außerdem im Radio VivaCité sowie auf dem Onlineangebot RTBF Auvio.

### Deutschland

#### Free European Song Contest
Am 31. März 2020 gab ProSieben bekannt, zusammen mit Stefan Raab einen Free European Song Contest als Ersatz live am 16. Mai 2020 zu senden. Die Moderation übernahmen Conchita Wurst und Steven Gätjen. In der Sendung traten nacheinander zumeist deutschsprachige prominente Sänger für ein Land auf, zu dem sie einen persönlichen Bezug besitzen. Am Ende wurde, ähnlich wie beim ESC, in jedes Heimatland geschaltet, wo lokale „#FreeESC-Sympathisanten“ die Punkte nach dem bekannten Punktesystem (1 bis 8, 10 und 12 Punkte) bekanntgaben, welche sie nach eigenem Ermessen stellvertretend für ihr Land vergaben. Lediglich in Deutschland, Österreich und der Schweiz wurde die Vergabe der Punkte per Televoting ermittelt. Für das eigene Heimatland durfte nicht abgestimmt werden.
| Platz | Startnr. | Land                   | Interpret                | Lied Musik (M) und Text (T) | Sprache                        | Übersetzung (inoffiziell)          | Punkte |
| ----- | -------- | ---------------------- | ------------------------ | --- | ------------------------------ | ---------------------------------- | ------ |
| 01.   | 11       | Spanien                | Nico Santos              | Like I Love You M/T: Nico Santos, Topic, Pascal Reinhardt, Joe Walter | Englisch, Spanisch             | Wie ich dich liebe                 | 104    |
| 02.   | 01       | Niederlande            | Ilse DeLange             | Changes M/T: Ilse DeLange, Joe Walter, Pascal Reinhardt, Daniel Flamm | Englisch, Niederländisch       | Veränderungen                      | 088    |
| 03.   | 14       | Mond                   | Max Mutzke als Astronaut | [back to the moon] M/T: Max Mutzke, Justin Balk | Englisch                       | Zurück zum Mond                    | 085    |
| 04.   | 16       | Deutschland            | Helge Schneider          | forever at home M/T: Helge Schneider | Deutsch, Englisch, Französisch | Für immer zu Hause                 | 076    |
| 05.   | 15       | Israel                 | Gil Ofarim               | Alles auf Hoffnung M/T: Gil Ofarim, Nicholas Müller, Peter Jordan | Deutsch, Hebräisch             | –                                  | 075    |
| 06.   | 02       | Türkei                 | Eko Fresh und Umut Timur | GÜNAYDIN M/T: Eko Fresh, Umut Timur, Joost Jellema | Deutsch, Türkisch              | Guten Morgen                       | 071    |
| 07.   | 13       | Schweiz                | Stefanie Heinzmann       | All We Need Is Love M/T: Stefanie Heinzmann, Patrick Fa, Jake Isaac, Phil Cook | Englisch, Walliserdeutsch      | Alles, was wir brauchen, ist Liebe | 066    |
| 08.   | 05       | Bulgarien              | Oonagh                   | Du bist genug M/T: Senta-Sofia Delliponti, Robin Kallenberger | Bulgarisch, Deutsch            | –                                  | 062    |
| 09.   | 04       | Kroatien               | Vanessa Mai              | Highlight (Ti si moja snaga) M: Christoph Cronauer, Daniel Cronauer, Vanessa Mai, Nico Santos, Matthias Zürkler; T: Christoph Cronauer, Daniel Cronauer, Vanessa Mai, Fredi Malinowski, Nico Santos, Sera Finale, Matthias Zürkler | Deutsch, Kroatisch             | Highlight (Du bist meine Stärke)   | 055    |
| 10.   | 03       | Irland                 | Sion Hill                | Speak Up M/T: TBA | Englisch                       | Sprich lauter                      | 053    |
| 11.   | 07       | Polen                  | Glasperlenspiel          | Immer da M/T: Daniel Grunenberg, Carolin Niemczyk, Charlotte Rezbach, Martin Fliegenschmidt, David Jürgens | Deutsch, Polnisch              | –                                  | 046    |
| 12.   | 08       | Vereinigtes Königreich | Kelvin Jones             | Friends M/T: Alexander Tidebrink, Lucas Riemenschneider | Englisch                       | Freunde                            | 045    |
| 13.   | 12       | Italien                | Sarah Lombardi           | Te amo mi Amor M/T: Philippe Heithier | Deutsch, Italienisch, Spanisch | Ich liebe dich, meine Liebe        | 037    |
| 14.   | 09       | Kasachstan             | Mike Singer              | Paranoid M: Philipp Bednorz; T: Philipp Bednorz, El B, Martin Fliegenschmidt | Deutsch, Russisch              | –                                  | 023    |
| 15.   | 06       | Österreich             | Josh.                    | Wo bist du M/T: Tamara Olorga, Ricardo Bettiol, Johannes Sumpich | Deutsch                        | –                                  | 022    |
| 16.   | 10       | Dänemark               | Kate Hall                | Reset M/T: Kate Hall, Alexander Geringas, Charity Daw | Englisch, Dänisch              | Zurücksetzen                       | 020    |

#### NDR
Am 26. April 2020 veröffentlichte der NDR sein alternatives Programm für den Eurovision Song Contest.

#### World Wide Wohnzimmer – das ESC Halbfinale 2020
Am 9. Mai 2020 fand um 20:15 Uhr auf ONE die Sendung World Wide Wohnzimmer – das ESC Halbfinale 2020 mit Dennis & Benjamin „Benni“ Wolter, Freshtorge sowie Peter Urban statt. In der Sendung wurden alle 41 Musikvideos der Teilnehmerländer gezeigt. Vor und während der Sendung fand dann eine Abstimmung statt, bei der per Online- oder Telefon-Abstimmung die Zuschauer ihre Favoriten wählen konnten. Unterstützung erhielten sie von der einhundertköpfigen Eurovisionsjury aus Deutschland, die bereits im Winter den deutschen Teilnehmer Ben Dolic mit seinem Song Violent Thing ausgesucht hatte. Allerdings konnte für Deutschland selber nicht abgestimmt werden. Folgende zehn Länder qualifizierten sich für das deutsche Finale am darauffolgenden Samstag:
| Startnr. | Land         |
| -------- | ------------ |
| 01       | Israel       |
| 02       | Moldau       |
| 03       | Österreich   |
| 04       | Slowenien    |
| 05       | Niederlande  |
| 06       | Island       |
| 07       | Estland      |
| 08       | Serbien      |
| 09       | Finnland     |
| 10       | Griechenland |

| Startnr. | Land                   |
| -------- | ---------------------- |
| 11       | Dänemark               |
| 12       | San Marino             |
| 13       | Polen                  |
| 14       | Ukraine                |
| 15       | Vereinigtes Königreich |
| 16       | Spanien                |
| 17       | Lettland               |
| 18       | Portugal               |
| 19       | Belgien                |
| 20       | Bulgarien              |

| Startnr. | Land       |
| -------- | ---------- |
| 21       | Litauen    |
| 22       | Belarus    |
| 23       | Italien    |
| 24       | Zypern     |
| 25       | Kroatien   |
| 26       | Armenien   |
| 27       | Irland     |
| 28       | Frankreich |
| 29       | Norwegen   |
| 30       | Malta      |

| Startnr. | Land           |
| -------- | -------------- |
| 31       | Russland       |
| 32       | Rumänien       |
| 33       | Schweiz        |
| 34       | Aserbaidschan  |
| 35       | Australien     |
| 36       | Georgien       |
| 37       | Tschechien     |
| 38       | Nordmazedonien |
| 39       | Albanien       |
| 40       | Schweden       |

#### Eurovision Song Contest 2020 – das deutsche Finale live aus der Elbphilharmonie
Am 16. Mai 2020 um 20:15 Uhr auf Das Erste fand dann die Sendung Eurovision Song Contest 2020 – das deutsche Finale live aus der Elbphilharmonie statt. Barbara Schöneberger moderierte dabei live aus der Elbphilharmonie in Hamburg. In der Sendung selbst wurden die zehn Lieder vorgeführt, die aus der Abstimmung vom 9. Mai die meisten Stimmen erhalten hatten. Dazu kamen Aufnahmen der schönsten, berührendsten und schrecklichsten Auftritte dieser Länder aus den vergangenen 64 Jahren ESC-Geschichte. Peter Urban und Michael Schulte kommentierten die Sendung. Ebenfalls fanden Live-Auftritte einiger dieser zehn Finalisten auf der Bühne der Elbphilharmonie statt: Das dänische Duett Ben & Tan, die litauische Band The Roop und der isländische Sänger Daði Freyr inklusive seiner Band Gagnamagnið traten live auf. Zudem sang Ben Dolic, der eigentlich in diesem Jahr beim ESC in Rotterdam für Deutschland aufgetreten wäre, seinen Song Violent Thing. Sein Auftritt orientierte sich so nah wie möglich an der Inszenierung, wie sie im ESC-Finale in Rotterdam hätte aussehen sollen. In der klassischen Abstimmung entschieden zu 50 % die Zuschauer und zu 50 % die 100-köpfige Eurovision-Jury, wer der deutsche Sieger beim ESC 2020 wurde. Für Deutschland konnte erneut nicht abgestimmt werden. Während der Abstimmung trat unter anderem Michael Schulte auf. Folgende Länder waren im Finale vertreten:
| Platz | Startnr. | Land          | Interpret           | Lied Musik (M) und Text (T) | Sprache                           | Übersetzung (Inoffiziell) | Jury    | Jury   | Zuschauer                  | Zuschauer | Gesamt |
| Platz | Startnr. | Land          | Interpret           | Lied Musik (M) und Text (T) | Sprache                           | Übersetzung (Inoffiziell) | Stimmen | Punkte | Stimmen (Televoting & SMS) | Punkte    | Gesamt |
| ----- | -------- | ------------- | ------------------- | --- | --------------------------------- | ------------------------- | ------- | ------ | -------------------------- | --------- | ------ |
| 01.   | 04       | Litauen       | The Roop            | On Fire M: Vaidotas Valiukevičius, Robertas Baranauskas, Mantas Banišauskas; T: Vaidotas Valiukevičius | Englisch                          | Am Brennen                |         | 10     |                            | 12        | 22     |
| 02    | 07       | Island        | Daði og Gagnamagnið | Think About Things M/T: Daði Freyr | Englisch                          | Über Dinge nachdenken     |         | 12     |                            | 7         | 19     |
| 03.   | 10       | Russland      | Little Big          | Uno M/T: Little Big | Englisch, Spanisch                | Eins                      |         | 7      |                            | 10        | 17     |
| 04.   | 06       | Malta         | Destiny             | All of My Love M: Bernarda Brunovic, Borislaw Milanow, Sebastian Arman, Dag Lundberg, Joacim Persson, Cesar Sampson; T: Bernarda Brunovic, Borislaw Milanow, Sebastian Arman, Dag Lundberg, Joacim Persson | Englisch                          | All meine Liebe           |         | 8      |                            | 2         | 10     |
| 05.   | 01       | Dänemark      | Ben & Tan           | Yes M/T: Emil Adler Lei, Jimmy Jansson, Linnea Deb | Englisch                          | Ja                        |         | 1      |                            | 8         | 9      |
| 06.   | 03       | Schweden      | The Mamas           | Move M/T: Herman Gardarfve, Melanie Wehbe, Patrik Jean | Englisch                          | Bewegen                   |         | 5      |                            | 4         | 9      |
| 07.   | 05       | Schweiz       | Gjon’s Tears        | Répondez-moi M/T: Gjon Muharremaj, Xavier Michel, Alizé Oswald, Jeroen Swinnen | Französisch                       | Antwortet mir             |         | 6      |                            | 3         | 9      |
| 08.   | 08       | Italien       | Diodato             | Fai rumore M: Antonio Diodato, Edwyn Roberts; T: Antonio Diodato | Italienisch                       | Du bist laut              |         | 2      |                            | 6         | 8      |
| 09.   | 09       | Bulgarien     | Victoria Виктория   | Tears Getting Sober M: Victoria Georgiewa, Borislaw Milanow, Lukas Oscar Janisch, Cornelia Wiebols; T: Victoria Georgiewa, Borislaw Milanow, Lukas Oscar Janisch                                           | Englisch                          | Tränen werden nüchtern    |         | 3      |                            | 5         | 8      |
| 10    | 02       | Aserbaidschan | Efendi Əfəndiyeva   | Cleopatra M/T: Luuk van Beers, Alan Roy Scott, Sarah Lake | Englisch mit Mantra auf Japanisch | –                         |         | 4      |                            | 1         | 5      |

Im Anschluss an die Sendung erfolgte Eurovision: Europe Shine a Light. Nach dieser Sendung wurde im Ersten die Ausstrahlung des Finales vom Eurovision Song Contest 2010 zur Feier des zehnjährigen Jubiläums von Lena Meyer-Landruts Sieg vorgenommen.

#### Übertragungen im deutschen Fernsehen
| Datum        | Sendung                                                                         | Uhrzeit   | Fernsehsender          | Moderation/Kommentar                                      | Zuschauer  | Zuschauer       | Marktanteil | Marktanteil     |
| Datum        | Sendung                                                                         | Uhrzeit   | Fernsehsender          | Moderation/Kommentar                                      | Gesamt     | 14 bis 49 Jahre | Gesamt      | 14 bis 49 Jahre |
| ------------ | ------------------------------------------------------------------------------- | --------- | ---------------------- | --------------------------------------------------------- | ---------- | --------------- | ----------- | --------------- |
| 09. Mai 2020 | World Wide Wohnzimmer – das ESC Halbfinale 2020                                 | 20:15 Uhr |                        | Moderation: Dennis & Benjamin „Benni“ Wolter, Peter Urban | 0,190 Mio. |                 | 0,8 %       | 1,2 %           |
| 16. Mai 2020 | Free European Song Contest                                                      | 20:15 Uhr |                        | Moderation: Conchita Wurst, Steven Gätjen                 | 2,57 Mio.  | 1,54 Mio.       | 9,6 %       | 19,2 %          |
| 16. Mai 2020 | Eurovision Song Contest 2020 – das deutsche Finale live aus der Elbphilharmonie | 20:15 Uhr |                        | Moderation: Barbara Schöneberger                          | 2,98 Mio.  | 1,27 Mio.       | 9,6 %       | 14,3 %          |
| 17. Mai 2020 | ESC-Finale – Eurovision Song Contest 2010                                       | 0:00 Uhr  | Kommentar: Peter Urban |                                                           |            |                 |             |                 |

### Österreich
Der Österreichische Rundfunk (ORF) veranstaltete am 14., 16. und 18. April die Sendung Der kleine Song Contest. Nach diesen drei Halbfinalrunden, in denen ausschließlich eine Jury die Beiträge bewertete, erreichten die drei Sieger die finale Televoting-Runde. Dort entschied dann ausschließlich das österreichische Publikum ihren ESC-Sieger 2020. Am Ende gewann Island den kleinen Song Contest, während Österreich und Malta Platz 2 und 3 belegten.

### Schweiz
Am 26. April 2020 kündigte SRF an, dass vor der Sendung Eurovision: Europe Shine a Light am 16. Mai eine Dokumentation zur Geschichte der Schweiz beim ESC laufen wird. Diese lief unter dem Titel Die Schweiz am ESC - Dramen, Siege, Emotionen um 20:10 Uhr auf SRF 1.

## Andere Länder

### Australien
In Australien entschied sich der Sender SBS dazu eine Eurovision Week (dt.: Eurovision Woche) abzuhalten. In der Sendung Eurovision 2020: Big Night In!, die vor Eurovision: Europe Shine A Light ausgestrahlt wurde, konnte das australische Publikum ihren Sieger des Song Contests 2020 bestimmen. Island belegte dabei den ersten Platz gefolgt von Russland (Platz 2) und Litauen (Platz 3). Ben Dolic erreichte für Deutschland Platz 9, Gjon’s Tears für die Schweiz Platz 4.
| Sendungen                                | Sender       | Datum        | Abstimmung | Sieger |
| ---------------------------------------- | ------------ | ------------ | ---------- | ------ |
| Road to Eurovision 2020                  | SBS VICELAND | 10. Mai 2020 | Nein       | –      |
| Grand Final Eurovision Song Contest 2015 | SBS          | 11. Mai 2020 | Nein       | –      |
| Grand Final Eurovision Song Contest 2016 | SBS          | 12. Mai 2020 | Nein       | –      |
| Grand Final Eurovision Song Contest 2017 | SBS          | 13. Mai 2020 | Nein       | –      |
| Grand Final Eurovision Song Contest 2018 | SBS          | 14. Mai 2020 | Nein       | –      |
| Grand Final Eurovision Song Contest 2019 | SBS          | 15. Mai 2020 | Nein       | –      |
| Eurovision 2020: Big Night In!           | SBS          | 16. Mai 2020 | Ja         | Island |
| Eurovision Top 40 Controversies          | SBS          | 16. Mai 2020 | Nein       | –      |
| Secrets of Eurovision                    | SBS          | 16. Mai 2020 | Nein       | –      |

### Finnland
In Finnland gab es neben der jährlichen Sendung De Eurovisa, in der die Beiträge der jährlichen Song-Contest-Ausgabe untersucht und bewertet werden, noch viele weitere Sendungen rund um den Song Contest. Yleisradio veranstaltete dabei ebenfalls eine eigene Abstimmung über den finnischen Sieger des ESCs 2020, in deren Zuge Island Erster, Litauen Zweiter und Russland Dritter wurde. Ben Dolic belegte für Deutschland den 8. Platz, Gjon’s Tears für die Schweiz den 4. Platz.
| Sendungen                                   | Sender              | Datum         | Abstimmung | Sieger |
| ------------------------------------------- | ------------------- | ------------- | ---------- | ------ |
| Eurovision Diaries                          | Yle TV2, YLE Areena | 6. April 2020 | Nein       | –      |
| Viisukevät 2020: Top 10                     | Yle TV2, YLE Areena | 14. Mai 2020  | Ja         | Island |
| Eurovision laulukilpailu: Kööpenhamina 2014 | Yle TV2, YLE Areena | 14. Mai 2020  | Nein       | –      |
| Viisukevät 2020: Viisutoiveet               | Yle TV2, YLE Areena | 15. Mai 2020  | Nein       | –      |
| Eurovision laulukilpailu: Ateena 2006       | Yle TV2, YLE Areena | 15. Mai 2020  | Nein       | –      |
| Euroviisustudio 2020: Etkot                 | Yle TV2, YLE Areena | 16. Mai 2020  | Nein       | –      |
| Eurovision laulukilpailu: Helsinki 2007     | Yle TV2, YLE Areena | 16. Mai 2020  | Nein       | –      |

### Frankreich
In Frankreich entschied sich France 2 nach der Sendung Eurovision: Europe Shine A Light eine Dokumentation über die Geschichte des ESCs zu senden.
| Sendungen                       | Sender   | Datum        | Abstimmung | Sieger |
| ------------------------------- | -------- | ------------ | ---------- | ------ |
| La Grande Histoire d’Eurovision | France 2 | 16. Mai 2020 | Nein       | –      |

### Island
Auch Island strahlte trotz Absage viele Sendungen rund um den Eurovision Song Contest aus. Neben der Sendung Alla leið, in der alle Beiträge von 2020 untersucht und bewertet wurden, ließ Ríkisútvarpið auch eine eigene Sendung produzieren, um den isländischen Sieger des ESCs 2020 zu finden. Dabei wurde Italien zum isländischen Sieger gekürt, Russland belegte Platz 2, Litauen Platz 3. Österreich und die Schweiz landeten auf den Plätzen 8 und 9.
| Sendungen                 | Sender | Datum          | Abstimmung | Sieger  |
| ------------------------- | ------ | -------------- | ---------- | ------- |
| Alla leið                 | RÚV    | 18. April 2020 | Ja         | Italien |
| Alla leið                 | RÚV    | 25. April 2020 | Ja         | Ukraine |
| Alla leið                 | RÚV    | 2. Mai 2020    | Ja         | Island  |
| Alla leið                 | RÚV    | 9. Mai 2020    | Ja         | Schweiz |
| Eurovision pre-party show | RÚV    | 12. Mai 2020   | Nein       | –       |
| Okkar 12 stig             | RÚV    | 14. Mai 2020   | Ja         | Italien |

### Niederlande
Die niederländische Rundfunkanstalt AVROTROS strahlte am 14. Mai 2020 eine Spezialausgabe der Sendung De Beste Zangers und eine Dokumentation über den Sieg 2019 aus. Vor der Sendung Eurovision: Europe Shine A Light sollte mit der Sendung Het beste van het songfestival auf die ESC-Historie zurückgeblickt werden.
| Sendungen                           | Sender | Datum        | Abstimmung | Sieger |
| ----------------------------------- | ------ | ------------ | ---------- | ------ |
| De Beste Zangers Eurovision special | NPO 1  | 14. Mai 2020 | Nein       | –      |
| De weg naar de winst                | NPO 1  | 14. Mai 2020 | Nein       | –      |
| Het beste van het songfestival      | NPO 1  | 16. Mai 2020 | Nein       | –      |

### Norwegen
Auch Norwegen ließ eine eigene Abstimmung ablaufen und diese dann am 15. Mai 2020 ausstrahlen. Island belegte den 1. Platz gefolgt von Russland (2. Platz) und Litauen (3. Platz). Ben Dolic für Deutschland kam auf einen 9. Platz, Gjon’s Tears für die Schweiz auf einen 7. Platz.
| Sendungen                        | Sender | Datum        | Abstimmung | Sieger |
| -------------------------------- | ------ | ------------ | ---------- | ------ |
| Alternativ Eurovisionkonkurranse | NRK1   | 15. Mai 2020 | Ja         | Island |

### Schweden
Schweden war das erste Land, welches eine eigene Abstimmung ankündigte. So wurde Island als der Schwedische Sieger des ESCs 2020 am 14. Mai 2020 bekanntgegeben. Dabei konnte man im Finale sowohl vom Publikum als auch der Jury mit der Höchstpunktzahl von jeweils 12 Punkten hinter sich vereinen. Platz 2 belegte Malta mit 20 Punkten, Platz 3 die Schweiz mit 10 Punkten. Deutschland erreichte mit 4 Punkten vom Publikum den 10. Platz.
| Sendungen                 | Sender | Datum        | Abstimmung | Sieger                       |
| ------------------------- | ------ | ------------ | ---------- | ---------------------------- |
| Inför ESC                 | SVT1   | 9. Mai 2020  | Ja         | Bestimmung der 25 Finalisten |
| Eurovision: Sveriges 12:a | SVT1   | 14. Mai 2020 | Ja         | Island                       |

### Ukraine
In der Ukraine fand zwar keine eigene Abstimmung statt, allerdings wurden die Beiträge von 2020 in der Sendung Pro shcho spivaye Yevropa dem ukrainischen Publikum vorgestellt.
| Sendungen                 | Sender      | Datum        | Abstimmung | Sieger |
| ------------------------- | ----------- | ------------ | ---------- | ------ |
| Pro shcho spivaye Yevropa | UA:Perschyj | 4. Mai 2020  | Nein       | –      |
| Pro shcho spivaye Yevropa | UA:Perschyj | 7. Mai 2020  | Nein       | –      |
| Pro shcho spivaye Yevropa | UA:Perschyj | 10. Mai 2020 | Nein       | –      |

### Vereinigtes Königreich
Die BBC strahlte am 16. Mai vor der Sendung Eurovision: Europe Shine A Light ihre eigene Sendung aus, um die Beiträge von 2020 zu ehren.
| Sendungen                 | Sender  | Datum        | Abstimmung | Sieger |
| ------------------------- | ------- | ------------ | ---------- | ------ |
| Eurovision: Come Together | BBC One | 16. Mai 2020 | Nein       | –      |